# Parasphena pulchripes
Parasphena pulchripes är en insektsart som först beskrevs av Gerstaecker 1869.  Parasphena pulchripes ingår i släktet Parasphena och familjen Pyrgomorphidae. Inga underarter finns listade i Catalogue of Life.